# 塔拉 (佛羅里達州)
塔拉（英語：Tara）是位於美國佛羅里達州馬納提縣的一個非建制地區。該地的面積和人口皆未知。

## 地理
塔拉的座標為27°17′23″N 82°20′27″W / 27.28972°N 82.34083°W，而該地的平均海拔高度為11米（即36英尺）。